# 小行星3641
小行星3641（3641 Williams Bay）是一颗围绕太阳公转的小行星。1922年11月24日，喬治·范·比斯布魯克在威廉斯湾发现了此天体。
这颗小行星的绝对星等为294.0498745241163等。